# Велика синагога у Луцку
Велика синагога у Луцку (укр. Велика синагога) је била ренесансна грађевина са торњем смештеним у јеврејској четврти, верски, образовни и друштвени центар Луцка и одбрамбена синагога, данас спортски клуб.

## Историјат
Први записи о Јеврејима у Луцку датирају из 1388. године. Витолд, велики војвода Литваније, је доделио привилегије Луцким Јеврејима па су крајем 15. века стекли значајно богатство и утицај, а неки од њених чланова су били истакнути као сакупљачи пореза. Јевреји су се углавном бавили трговином, али су такође поседовали пивару и управљали цеховима. Научна истраживања показују да је прва зидана синагога подигнута у другој половини 16. века, а да је уништена у пожару током напада Татара 1617. године. Нова синагога је тада подигнута на рушевинама старе зграде. Пољски краљ Сигисмунд III Васа је одобрио изградњу нове синагоге и школе 5. маја 1626. Међутим, изградњи синагоге су се противили њени доминиканци. Према хришћанским правилима, синагоге нису могле да прелазе одређену висину, међутим, краљ је потврдио своје одобрење упркос томе. Доминиканци су пали у немилост краљевског двора, а висина синагоге није била већа од доминиканске цркве. Главни део нове синагоге је била молитвена сала у облику коцке која је представљала архитектуру италијанско–пољске ренесансе. Зидови су били дебљине до 1,5 метара. Постојала су два додатна одељења која су жене користиле за јеврејску школу или јешиву. Одбрамбена кула са арсеналом са пушкарницама је изграђена на јужном углу молитвене сале, по жељи краља. Чинила је део градских зидина па је синагога тако поред верске и образовне имала и одбрамбену улогу.

### Савремено доба
Године 1869. је синагога оштећена у пожару, а обновљена је 1886. У 19. веку се начин живота јеврејске заједнице у Луцку променио услед економских и законодавних карактеристика Руске Империје. У складу са тадашњим трендовима, јеврејска заједница је сегментирана, у Луцку су се појавиле нове јеврејске четврти са синагогама, а старе су углавном биле насељене сиромашним Јеврејима па је главна синагога тако изгубила централну улогу. Гранатирана је током Првог светског рата, али није озбиљно оштећена. У Другој пољској републици је Луцк постао главни град Војводства Волин, а Војводства Пољске су 1936. године дали средства за његову обнову.

### Други светски рат
Совјетски Савез је припојио Луцк Украјинској Совјетској Социјалистичкој Републици 1939. године заједно са целим регионом. После немачког напада на Совјетски Савез 1941. синагога је заједно са јеврејским округом запаљена. Децембра исте године је основан Луцк гето, а августа и септембра 1942. су батаљони полиције убили око 17.000 затвореника. Гето је ликвидиран у децембру када је некадашња зграда главне синагоге била празна. Много година након рата је реконструисана као биоскоп и теретана, а данас ради као спортски клуб.

## Архитектура
Многи истраживачи и музеји су истраживали историју Велике синагоге, а Музеј јеврејске дијаспоре Бет Хатефутсотх који се налази у кампусу Универзитета у Тел Авиву садржи њен модел са архитектонским детаљима који су изгубљени током светских ратова. Центар за јеврејску уметност на Хебрејском универзитету у Јерусалиму је направио 3Д-модел екстеријера и ентеријера. Некадашња синагога је била у облику коцке са торњем и садржала је декорацију у ренесансном стилу. Данас ниједна појединачна карактеристика не открива верски карактер зграде због јавних функција старих синагога. Испод зграде се налазе неистражене тамнице, а на зиду је 30. маја 1995. постављена спомен плоча посвећена изгубљеним Јеврејима.